# 沃夫基夫卡 (波爾塔瓦州)
49°15′0″N 34°34′16″E / 49.25000°N 34.57111°E
沃夫基夫卡（羅馬化：Vovkivka）是烏克蘭中部的村莊，隸屬波爾塔瓦州的波爾塔瓦區。該村始建於1910年，面積0.56平方公里，海拔高度105米，2001年人口166。